# Olfactores
Olfactores é um clado dentro da Chordata que compreende a Tunicata (Urochordata) e a Vertebrata (às vezes chamada de Craniata ). Olfactores representam a esmagadora maioria do filo Chordata, já que os Cephalochordata são os únicos cordados não incluídos no clado. Este clado é definido por um sistema olfativo mais avançado que, na geração vertebrada imediata, causava o aparecimento de narinas.
Uma crista neural rudimentar está presente nos tunicados, o que implica sua presença também no ancestral dos olfatores, visto que os vertebrados possuem uma verdadeira crista neural.  Por esta razão, eles também são conhecidos como Cristozoa.

## HipóteseOlfactores
Embora a hipótese de que Cephalochordata seja um táxon irmão de Craniata seja de longa data e já foi amplamente aceite provavelmente influenciada por significativas apomorfias morfológicas de tunicados de outros cordados, com cefalocordados sendo mesmo apelidados de 'vertebrados honorários' estudos desde então 2006, analisando grandes conjuntos de dados de sequenciamento, apoia fortemente a Olfactores como um clado. O nome Olfactores vem do latim * Olfactores ("cheiradores", do olfato supino proposital de olfácio, "cheirar", com o sufixo nominalizador agente masculino plural -tores ), devido ao desenvolvimento das funções respiratórias e sensoriais faríngeas, em contraste com os cefalocordados como a lanceta, que não possui sistema respiratório e órgãos dos sentidos especializados.